# Dzwonnica w Myszyńcu
Dzwonnica Myszyniecka – zabytkowy, najstarszy murowany budynek na terenie Puszczy Zielonej. Ulokowana jest przy pl. kard. Stefana Wyszyńskiego 1 w Myszyńcu. Od 2018 funkcjonuje pod nazwą „Multimedialne Muzeum w Dzwonnicy Myszynieckiej”. 

## Historia
Według karty ewidencyjnej zabytków architektury i budownictwa z 1981 stworzonej przez Ośrodek Dokumentacji Zabytków w Warszawie, Dzwonnica została zbudowana w około 1708 choć inne źródła np.: publikacja „Myszyniec” autorstwa Wandy Paprockiej wskazują na rok 1754, lecz Narodowy Instytut Dziedzictwa wskazuje, że w połowie XVIII wieku przeprowadzono renowację budowli. Zakon jezuicki, który postawił budynek, został sprowadzony na tereny Puszczy Zielonej przez Jana II Kazimierza Wazę, który obawiał się szerzenia protestantyzmu wśród Puszczan. Dzwonnica, zwana inaczej „wieżą myszyniecką”, pełniła pierwotnie funkcję przejścia z placu do kościoła. Była także schronem dla ludzi zbierających się na uroczystościach kościelnych i miejscem karania winowajców, o czym świadczą m.in. do dziś zachowane kuny i wnętrze poziomu -1. Po II wojnie światowej pełniła funkcję kaplicy. W 1906 budynek miał zostać rozebrany, aby odsłonić front nowo budowanej świątyni, jednak sprzeciwili się temu mieszkańcy Myszyńca. Ostateczną decyzję o zaniechaniu rozbiórki podjęła Komisja Archeologiczna w Petersburgu.
Fotografia budowli pojawiła się na okładce przedwojennej publikacji Ziemia Kurpiów Rudolfa Macury. Jest najstarszą zachowaną budowlą na terenie Puszczy Zielonej

## Architektura

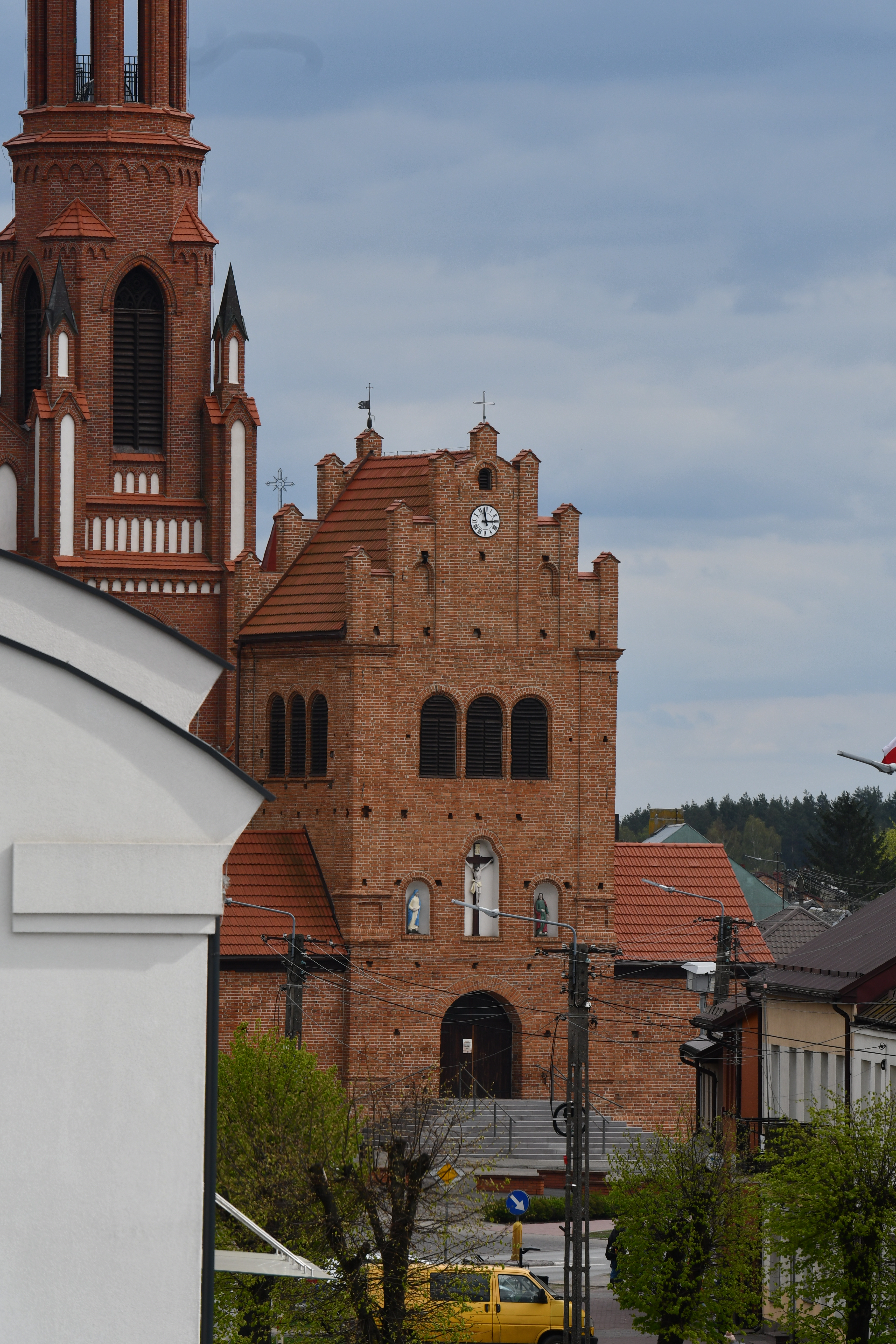
Dzwonnica w Myszyńcu od strony północnej (2024)

Dzwonnica zbudowana w stylu gotyckim mierzy 18 m długości, 8 m szerokości i 12,5 m wysokości. Do wzniesienia budowli wykorzystano około 1 miliona cegieł, które prawdopodobnie pochodziły z cegielni jezuickiej w Dąbrowach. W trzech wnękach nad schodami od strony frontu widnieją rzeźby (Grupa Ukrzyżowania) z XVIII wieku. W latach 30. XX wieku przebudowano schody na dzwonnicę – odtąd wejścia znajdowały się tylko z lewej i prawej strony budowli, a nie bezpośrednio z placu. Współcześnie schody są odwzorowaniem pierwotnych z XVIII wieku. Szczeliny w murach służą do rusztowań, dzięki którym możliwa jest renowacji budowli.  

## Multimedialne muzeum
Opiekunami zabytkowej dzwonnicy są Urząd Gminy Myszyniec, Regionalne Centrum Kultury Kurpiowskiej im. ks. Władysława Skierkowskiego w Myszyńcu i Parafia Trójcy Przenajświętszej w Myszyńcu wraz ze Wspólnotą „Przyjaciele Oblubieńca” i Rycerzami Kolumba. 
Oferta kulturalna Multimedialnego Muzeum w Dzwonnicy Myszynieckiej i Bazyliki Mniejszej w Myszyńcu jest efektem dwóch projektów zrealizowanych dzięki dofinansowaniu ze środków Regionalnego Programu Operacyjnego Województwa Mazowieckiego na lata 2014–2020. Projekt ochrony dziedzictwa kulturowego przez renowację XVIII-wiecznej dzwonnicy obejmował m.in.: remont konserwatorski fasady ceglanej i tynków z uzupełnieniem ubytków, odtworzenie zabytkowych detali architektonicznych, wymianę pokrycia dachu oraz zniszczonych elementów więźby dachowej, wykonanie rekonstrukcji stolarki okiennej i drzwiowej i żaluzji drewnianych, ocieplenie budynku i poprawienie izolacyjności termicznej, opracowanie projektów technicznych i konserwatorskich, nadzór inwestorski i konserwatorski, promocję projektu, wykonanie i instalację multimediów w dzwonnicy.
Dzwonnica ma pięć pięter:
- piętro -1: koło historii Myszyńca; ekran multimedialny tematycznie nawiązujący do tradycji bartnictwa na Kurpiach; fragmenty dawnych (współcześnie zamurowanych) tuneli, które prawdopodobnie prowadziły na Most Kopański, gdzie w 1708 stoczono walki ze Szwedami, oraz pod kościelny ołtarz i cmentarz;
- piętro 0: ekrany multimedialne dotyczące kroju i wyglądu stroju kurpiowskiego, związane z tkactwem, przyrodą Puszczy Zielonej, palmami kurpiowskimi; projektory multimedialne z fotografiami lokalnych tradycji; wystawa czasowa zmienianą przez RCKK i Gminę Myszyniec co około miesiąc; sklep z pamiątkami;
- piętro 1: ekrany multimedialne ukazujące tradycyjne rękodzieło kurpiowskie i charakterystykę gwary kurpiowskiej; multimedia związane z bursztyniarstwem; elementy edukacyjno-manualne ukazujące sposoby rozchodzenia się dźwięku; widok na sklepienie; wystawa rękodzieła ludowego;
- piętro 2: cztery dzwony wykonane w odlewni Jana Felczyńskiego – „Maryja” (ok. 750 kg), „Marcin” (ok. 540 kg), „Trójca Święta” (ok. 250 kg) i „Władysław” (ok. 130 kg); elementy edukacyjno-manualne ukazujące sposoby rozchodzenia się dźwięku w plastiku, szkle, drewnie, stali i mosiądzu; wirtualny karylion; ekrany multimedialne ukazujące sposoby odlewania dzwonów; widok na miasto Myszyniec;
- piętro 3: wystawa rękodzieła ludowego; zegar; projektor multimedialny.

Często wieczorem i w nocy frontową część dzwonnicy ozdabiają grafiki nawiązujące do tradycyjnego rękodzieła kurpiowskiego, których źródłem jest projektor ustawiony przy pl. kard. Stefana Wyszyńskiego. Przy dzwonnicy ulokowane są dwa ekrany multimedialne z historią budynku.

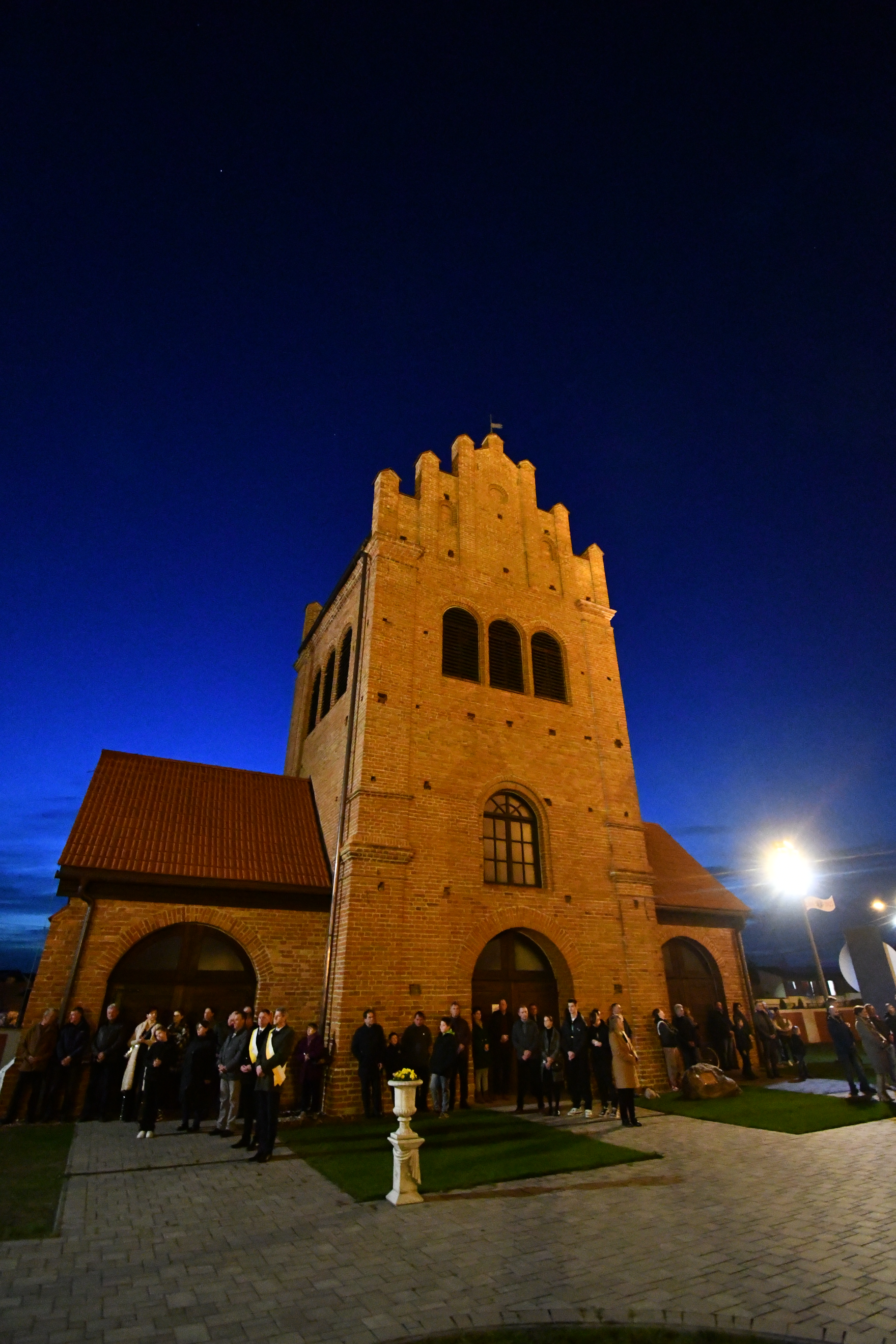
Dzwonnica w Myszyńcu w czasie Wigilii Paschalnej (2024)

## Wydarzenia organizowane w dzwonnicy
W dzwonnicy odbywają się warsztaty rękodzieła ludowego (wycinanka, frywolitki, kwiaty z bibuły, palma wielkanocna, robienie pisanek), rzemieślnicze (obróbka lnu i bursztynu, projektowanie i dekorowanie stroju kurpiowskiego, garncarskie, rzeźbiarskie), warsztaty i prezentacje związanych z ochroną przyrody Puszczy Zielonej, warsztaty związane z popularyzowaniem i utożsamieniem regionu z dialektem kurpiowskim, warsztaty genealogiczne.   
W dzwonnicy organizowane są koncerty okolicznościowe, konkursy i seminaria. W maju 2023 Myszyniec po raz pierwszy przystąpił do Nocy Muzeów. W programie wydarzenia były m.in.: zabawy dla dzieci, projekcje filmowe, warsztaty z zakresu bartnictwa i strzelectwa kurpiowskiego, koncert kapeli „Miód na Serce”, warsztaty wiązania chust kurpiowskich, wycinankarstwa, haftu i tradycyjnego śpiewu. Cykliczną imprezą w dzwonnicy są organizowane przez RCKK wraz z Gminą Myszyniec i Starostwem Powiatowym w Ostrołęce Myszynieckie Noce w Dzwonnicy - kilkudniowy cykl spotkań (Nocne Czuwania Modlitewne nawiązujące do tradycji pustych nocy, warsztaty i konkurs bicia w dzwony - Nocny Dzwonnik z Myszyńca, Nocne Warsztaty Malarskie, Noc Poezji i Koncert Finałowy wraz z mszą w dialekcie kurpiowskim). Od 2024 w myszynieckiej dzwonnicy organizowany jest cykl warsztatów rękodzielniczych pn. Wakacje w Dzwonnicy. Koordynacją projektu zajmuje się Regionalne Centrum Kultury Kurpiowskiej im. ks. Władyłsawa Skierkowskiego w Myszyńcu. 
W dzwonnicy ulokowano wiele wystaw, m.in. nt. Bożego Ciała w Myszyńcu w 1937, twórców ludowych - Anny Kordeckiej i Stanisława Sieruty, wojny polsko-bolszewickiej, obrazów Krzysztofa Godfryda Budzyńskiego, najciekawszych wydań „Przeglądu Sportowego”, historii kościoła w Myszyńcu, wycinanki kurpiowskiej z Puszczy Zielonej i o ks. Władysławie Skierkowskim. Co roku w wakacje w dzwonnicy umieszczana jest pokonkursowa wystawa „Rękodzieło Wsi Kurpiowskiej im. Anny Kordeckiej” organizowana w ramach Miodobrania Kurpiowskiego.    

## Galeria

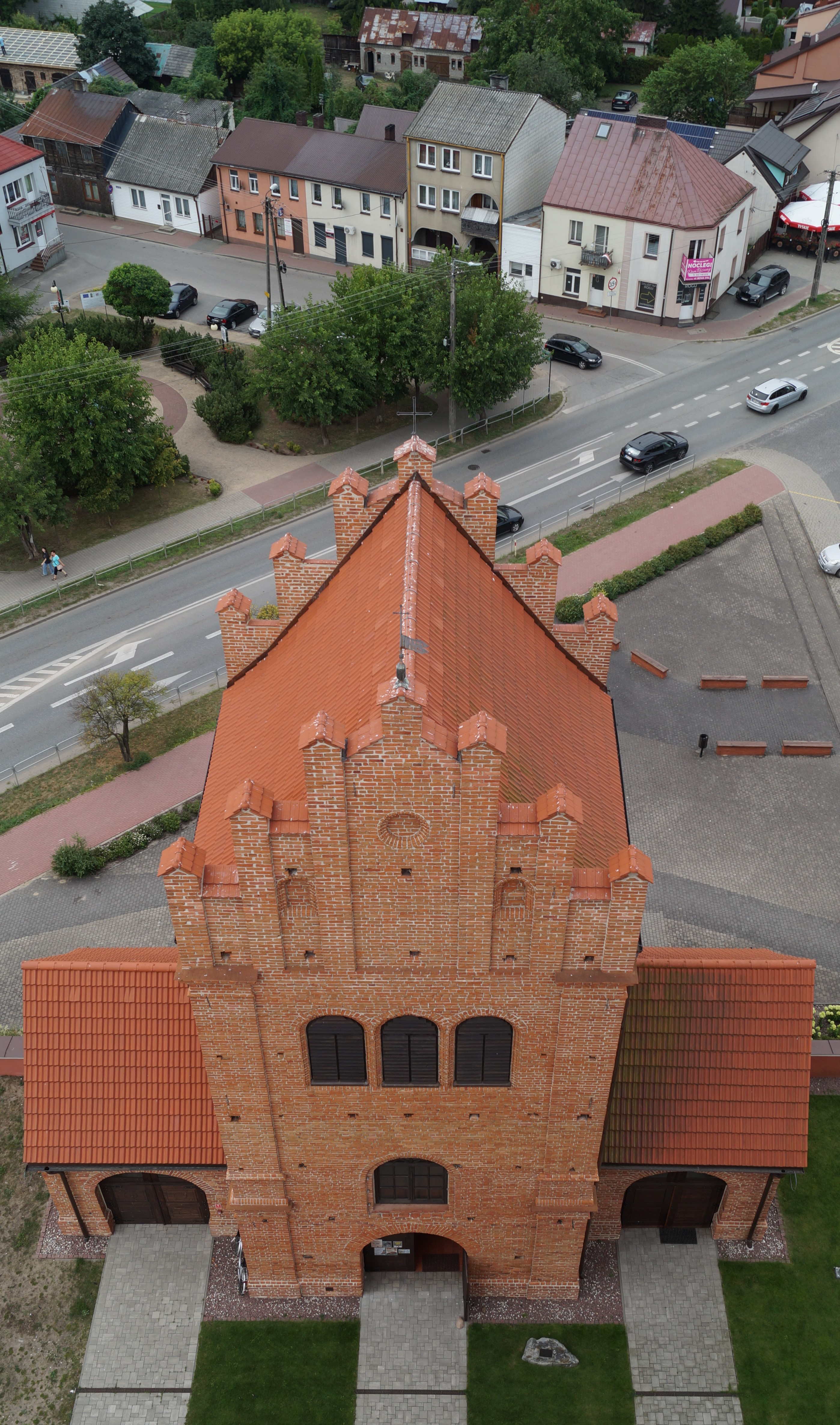
Dzwonnica z wieży Bazyliki Trójcy Świętej w Myszyńcu
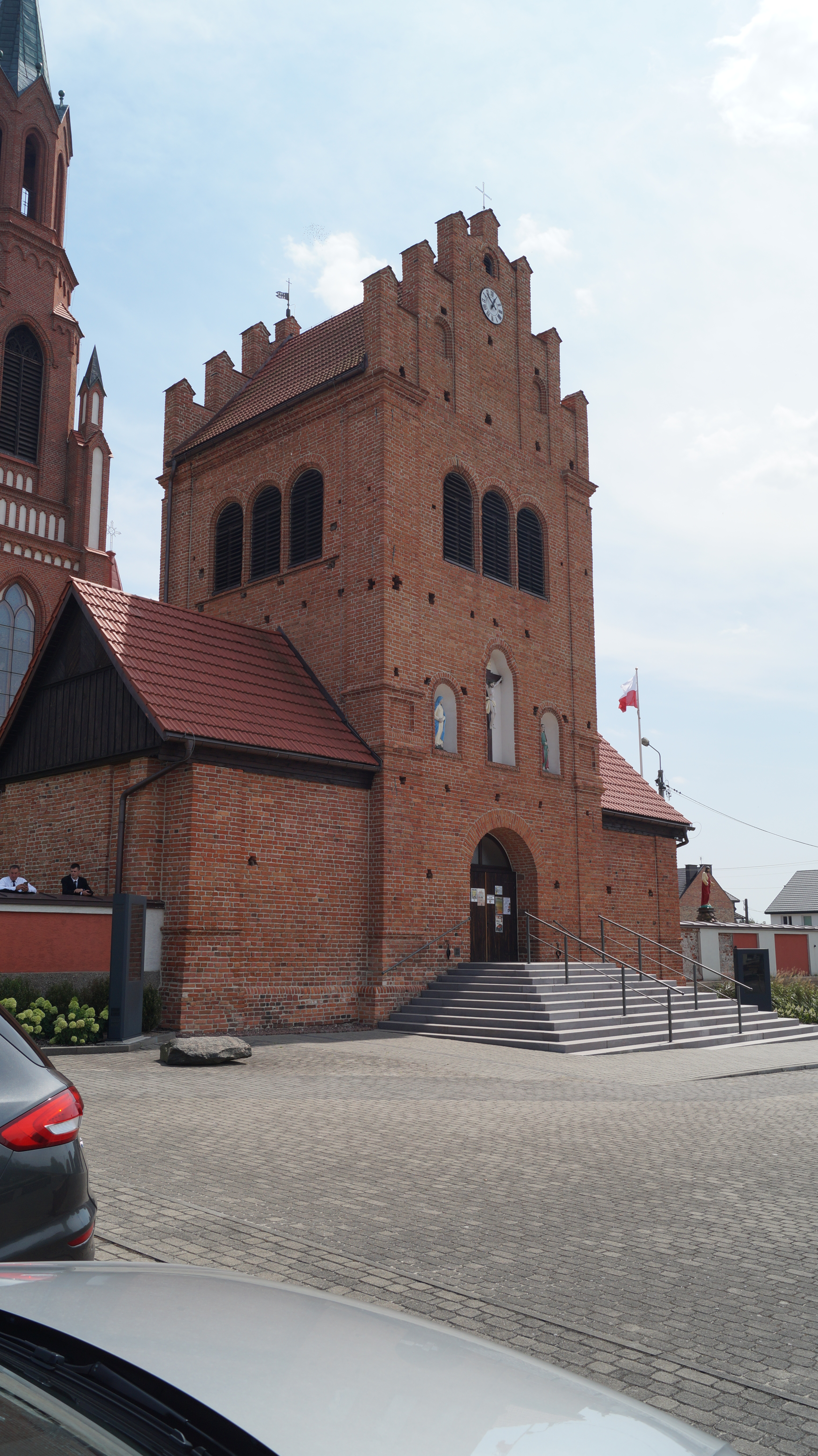
Dzwonnica od strony pl. ks. kard. St. Wyszyńskiego
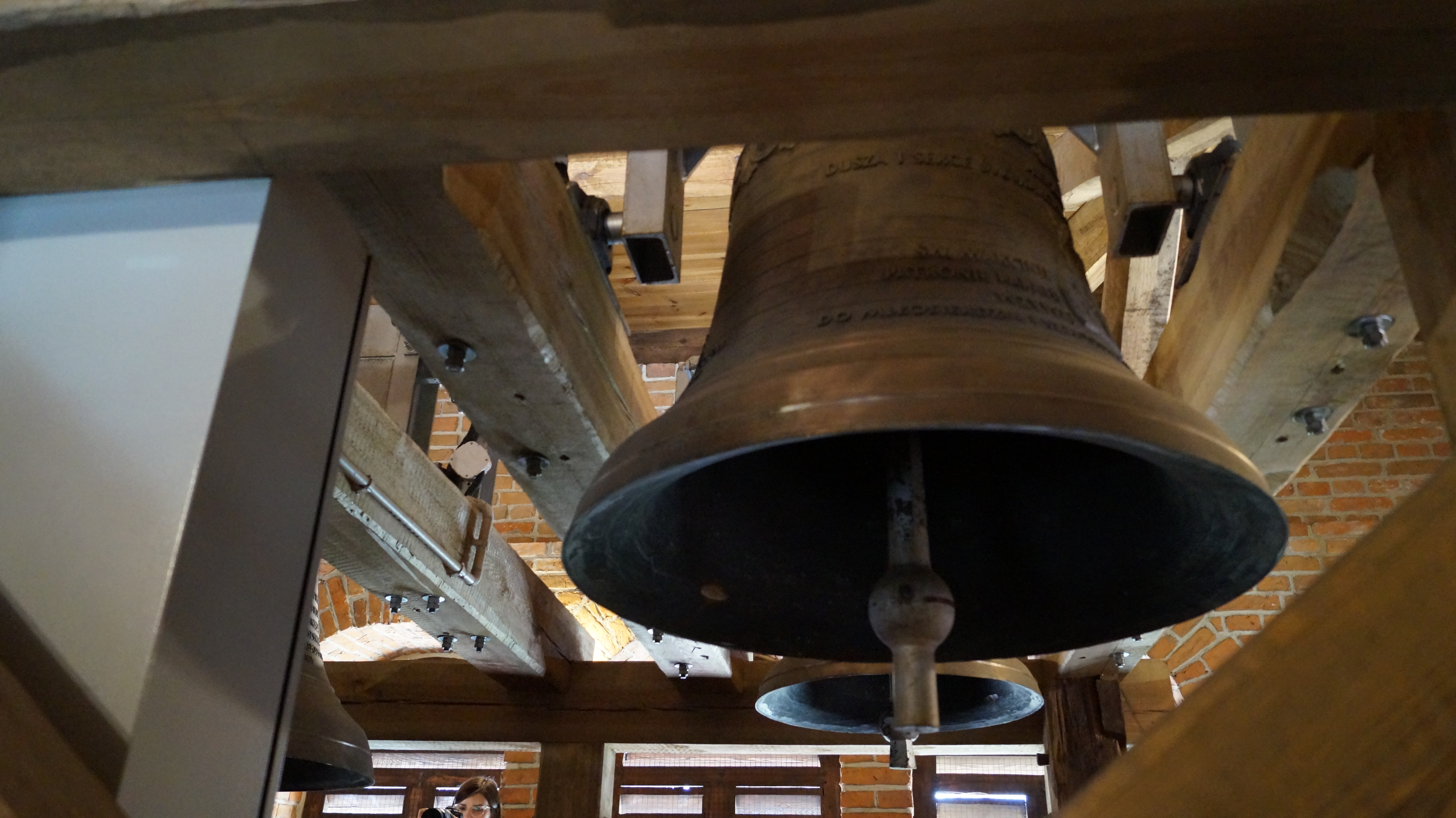
Dzwony w dzwonnicy myszynieckiej
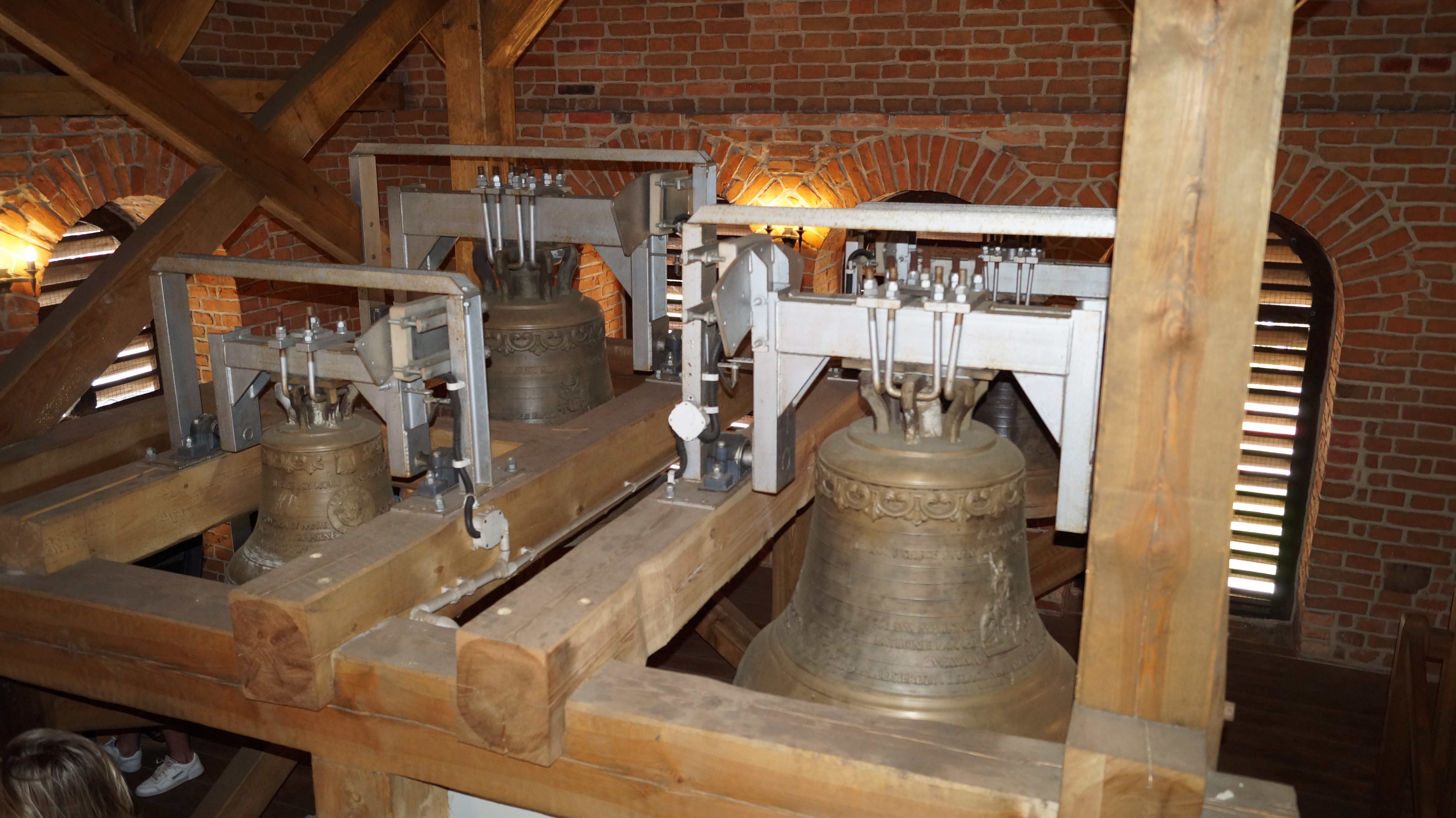
Dzwony w dzwonnicy myszynieckiej
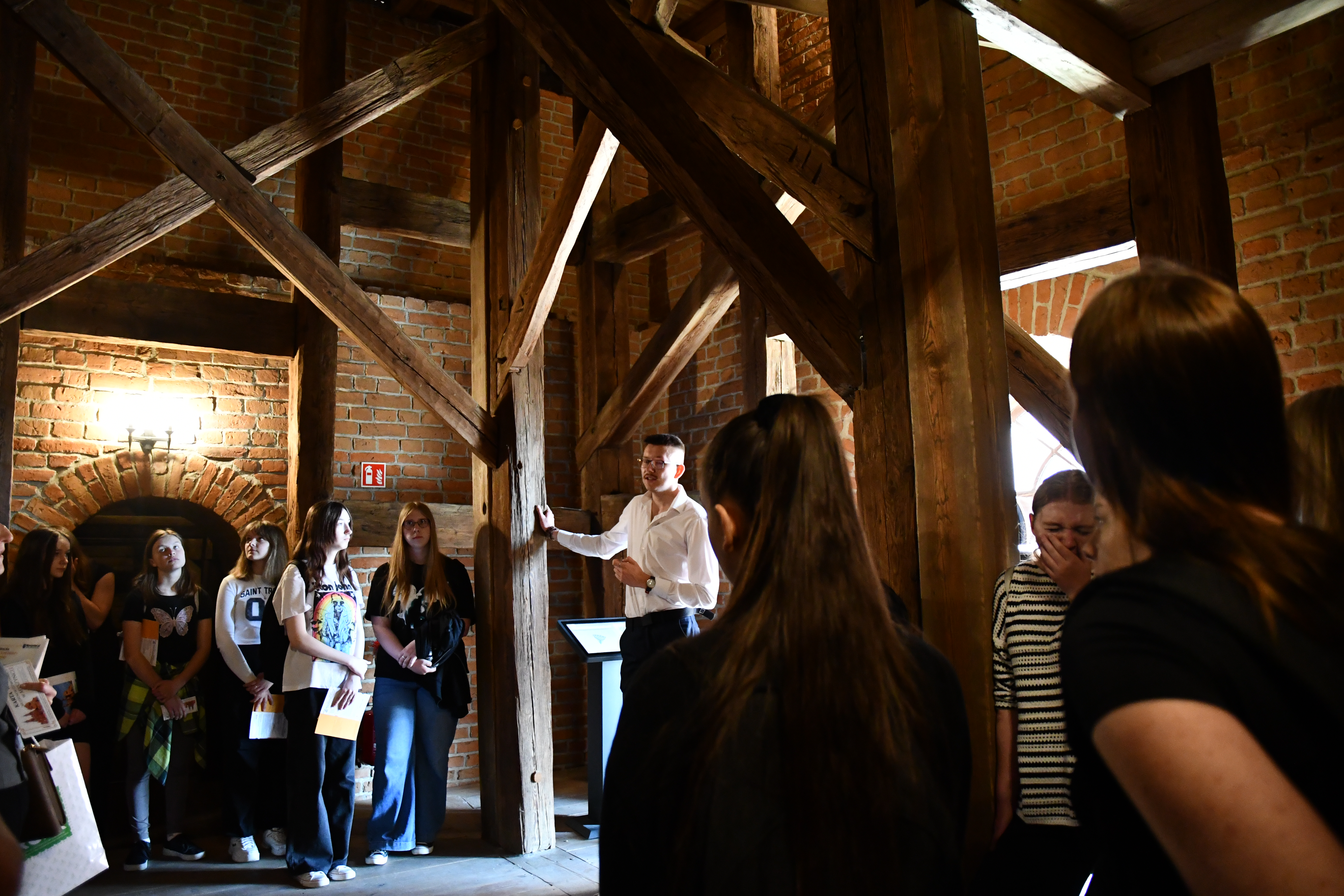
Wnętrze dzwonnicy w Myszyńcu - piętro 1
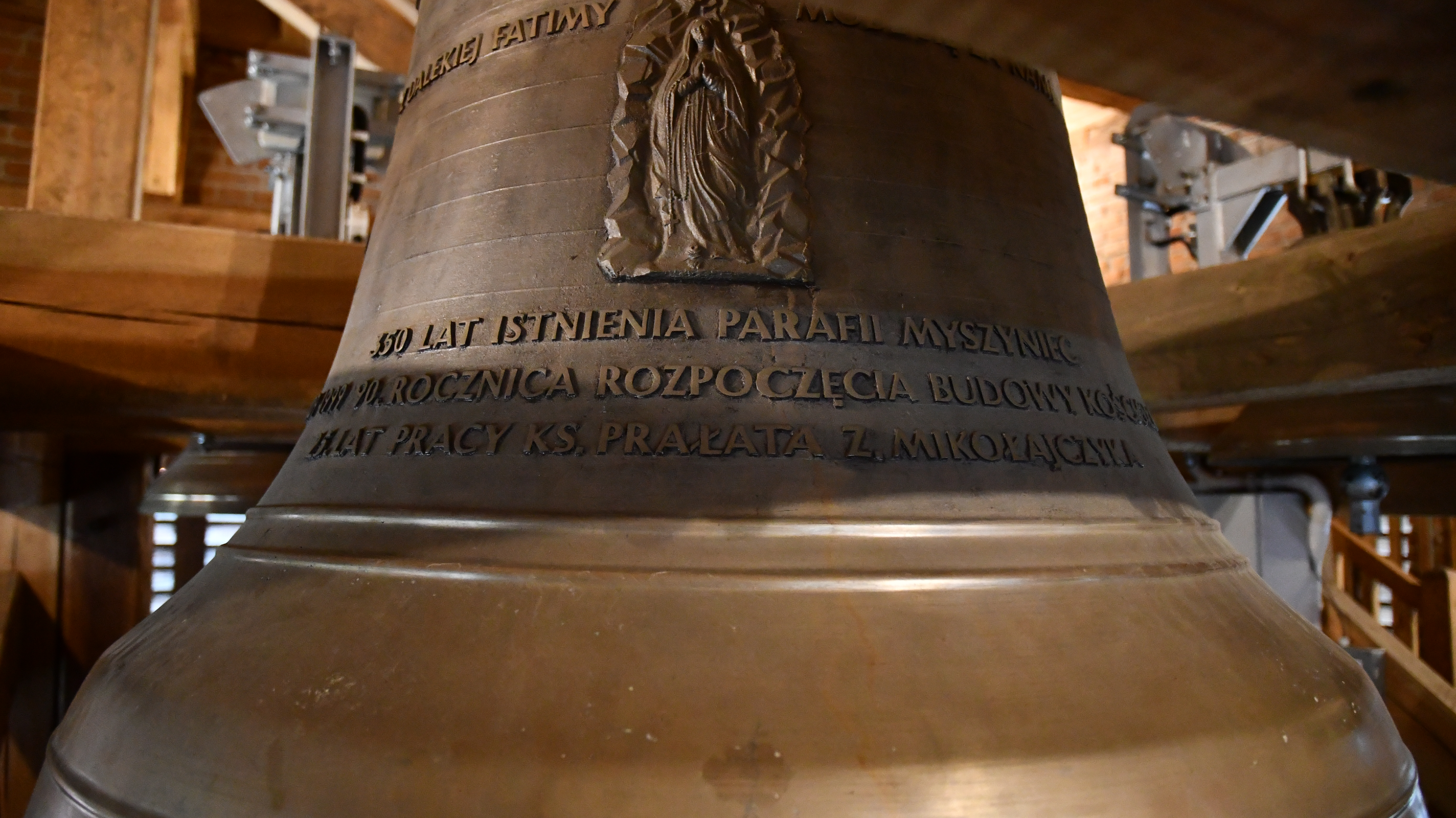
Dzwon "Maryja" w Dzwonnicy w Myszyńcu